# Mittelmann Bernát
Mittelmann Bernát (Voloszánka, 1866. október 10. – Budapest, 1915. szeptember 24.) magyar orvos.

## Élete
Mittelmann Ábrahám perecsenyi gazda, földbérlő és Waldmann Szose fiaként született. 1867 és 1884 között az Ungvári Katolikus Királyi Gimnáziumban tanult. Barna Mihály tanító megkedveltette vele a magyar irodalmat. Szegény családból származott, így tanulmányai közben nevelősködéssel is foglalkozott. Tanulmányait a Budapesti Tudományegyetem Orvostudományi Karán folytatta, ahol 1889. február 22-én orvosdoktori oklevelet nyert. 1889. december 5-től 1890. január 4-ig a trachoma gyógyítási tanfolyamot hallgatta. 1894. május 6-án tisztiorvosi minősítési bizonyítványt szerzett. 1895. október 25-től 1896. október 23-ig a Szent István Kórház Sebészeti Osztályán orvosgyakornok volt. 
Óbudán telepedett le, ahol tekintélyes orvosi gyakorlatra tett szert. A Magyar Királyi Államvasutak, az óbudai Chevra Kadisa, a Cselka Egylet, a Zion Izraelita Jótékonysági Egylet orvosa, tartalékos honvéd főorvos, székesfővárosi választmányi tag és az Óbudai Zsidó Hitközség elöljárósági tagja volt.

## Családja
Felesége Rakonitz Gizella (1873–1945) volt, dr. Rakonitz Mór magánzó és Gattein Rozina lánya, akivel 1895. május 12-én az Óbudai zsinagógában kötött házasságot.
Gyermekei:
- Mittelmann Dénes (1896–1944)[4] orvos, felesége Szentgyörgyi Frida (1904–?) volt.[5]
- Mittelmann Vilma (1897–?) az 1920-as években az USA-ba költözött.
- Mittelmann Béla (1899–?) az 1920-as években az USA-ba költözött.

## Munkái
- Az Óbudai állandó színház (emlékirat, 1893)
- A körülmetélés eredete, története és orvosi műtéte. 11, 383. VI. a. számú belügyminiszteri rendelethez (Budapest, 1900)

## Cikkei
Tornaügyben
- Az iskola és torna

Buda és Vidékében
- Az epileptikus jellem: Mohamed
- Napoleon

Budapesti Hírlapban
- Budapesti kereskedelmi kikötő. Memorandum, melyben az ó-budai nagy-szigetet és a partot ajánlja kereskedelmi kikötőnek, a kormány által tervezett csepeli kikötő helyett. Külön is megjelent. (1902. február)